# Liga Leumit 1974-1975 (pallacanestro)
La Liga Leumit 1974-1975 è stata la 21ª edizione del massimo campionato israeliano di pallacanestro maschile. La vittoria finale è stata ad appannaggio del Maccabi Tel Aviv.

## Regular season
|  |     | Squadra                 | G  | V  | P  | PF   | PS   | PF/PS | Pt | Qualificazione            |
|  | --- | ----------------------- | -- | -- | -- | ---- | ---- | ----- | -- | ------------------------- |
|  | 1.  | Maccabi Tel Aviv        | 26 | 25 | 1  | 2527 | 1922 | +605  | 51 |                           |
|  | 2.  | Hapoel Ramat Gan        | 26 | 21 | 5  | 2281 | 1920 | +361  | 47 |                           |
|  | 3.  | Hapoel Gvat/Yagur       | 26 | 20 | 6  | 2114 | 1755 | +359  | 46 |                           |
|  | 4.  | Hapoel Tel Aviv         | 26 | 18 | 8  | 2360 | 2071 | +289  | 44 |                           |
|  | 5.  | Maccabi Ramat Gan       | 26 | 18 | 8  | 2326 | 2120 | +206  | 44 |                           |
|  | 6.  | Hapoel Gerusalemme      | 26 | 14 | 12 | 2146 | 2113 | +33   | 40 |                           |
|  | 7.  | Elitzur Tel Aviv        | 26 | 13 | 13 | 2225 | 2089 | +136  | 39 |                           |
|  | 8.  | Hapoel Haifa            | 26 | 13 | 13 | 2012 | 1877 | +135  | 39 |                           |
|  | 9.  | H. Giv'at Brenner/Na'an | 26 | 11 | 15 | 2057 | 2095 | -38   | 37 |                           |
|  | 10. | Beitar Gerusalemme      | 26 | 8  | 18 | 1797 | 2259 | -462  | 34 |                           |
|  | 11. | Maccabi Haifa           | 26 | 7  | 19 | 1847 | 2231 | -384  | 33 |                           |
|  | 12. | Hapoel Afula            | 26 | 7  | 19 | 1718 | 2018 | -300  | 33 | retrocesse in Liga Artzit |
|  | 13. | Hapoel Kiryat Haim      | 26 | 5  | 21 | 1851 | 2227 | -376  | 31 | retrocesse in Liga Artzit |
|  | 14. | Hapoel Megiddo          | 26 | 2  | 24 | 1825 | 2389 | -564  | 28 | retrocesse in Liga Artzit |

## Squadra vincitrice
|    | Naz.                                        | Ruolo | Sportivo        | Anno | Alt. |  |  |
| -- | ------------------------------------------- | ----- | --------------- | ---- | ---- |  |  |
| 4  | Israele (bandiera)                          | C     | Dani Shaby      |      | 205  |  |  |
| 5  | Israele (bandiera)                          | G     | Eli Koren       | 1950 | 190  |  |  |
| 6  | Stati Uniti (bandiera) · Israele (bandiera) | G     | Tal Brody       | 1943 | 186  |  |  |
| 7  | Israele (bandiera)                          | P     | Motti Aroesti   | 1954 | 187  |  |  |
| 8  | Israele (bandiera)                          |       | Albert Hemmo    | 1934 |      |  |  |
| 9  | Israele (bandiera)                          | G     | Miki Berkovich  | 1954 | 192  |  |  |
| 10 | Israele (bandiera)                          | AG    | Josef Leja      | 1948 | 205  |  |  |
| 11 | Stati Uniti (bandiera) · Israele (bandiera) | C     | Eric Minkin     | 1950 | 202  |  |  |
| 12 | Israele (bandiera)                          | A     | Mike Schwartz   | 1949 | 194  |  |  |
| 13 | Israele (bandiera)                          | AP    | Shamuel Avishar | 1947 | 192  |  |  |
| 15 | Israele (bandiera)                          | C     | Gabi Neumark    | 1946 | 198  |  |  |
|    | Israele (bandiera)                          | ALL   | Haim Starkman   |      |      |  |  |